# Альтглиникский мост
Альтглиникский мост (нем. Altglienicker Brücke) — автодорожный металлический ферменный мост через Тельтов-канал, соединяет районы Берлина Адлерсхоф и Альтглиникке.

## История

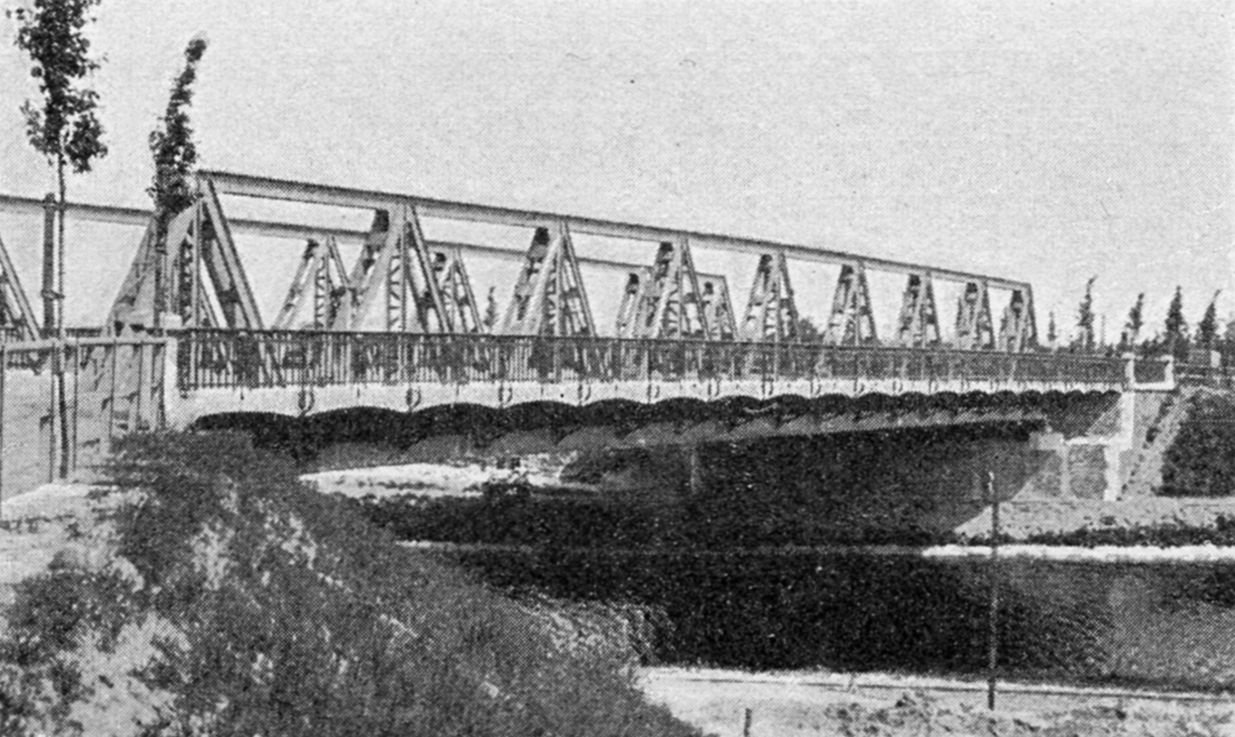
Мост в 1906 году.

В 1906 году через Тельтов-канал был построен мост длиной 48,4 м и шириной 14 м, который получил название Оппенбрюкке (нем. Oppenbrücke), в честь главы Адлерсхофа фон Оппена (нем. von Oppen). Мост получил прозвище «Ворота Спящей красавицы» (нем. Dornröschen das Tor), так как от него начинался путь на трамвае. В 1909 году по мосту было открыто однопутное трамвайное движение по линии, связавшей Альтглиникскую церковь и остановочный пункт Адлерсхоф-Альтглиникке.

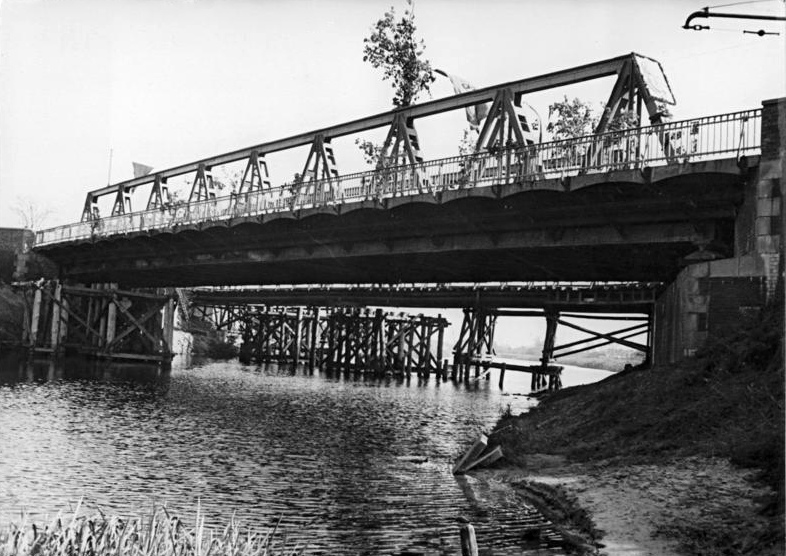
Мост 14 октября 1950 года.

19 апреля 1945 года мост был разрушен в ходе Второй мировой войны. В 1949 году арка моста была поднята и отремонтирована. 14 октября 1950 года по мосту было восстановлено трамвайное движение по маршруту № 84.
В 1967—1968 годах мост был отремонтирован и реконструирован.

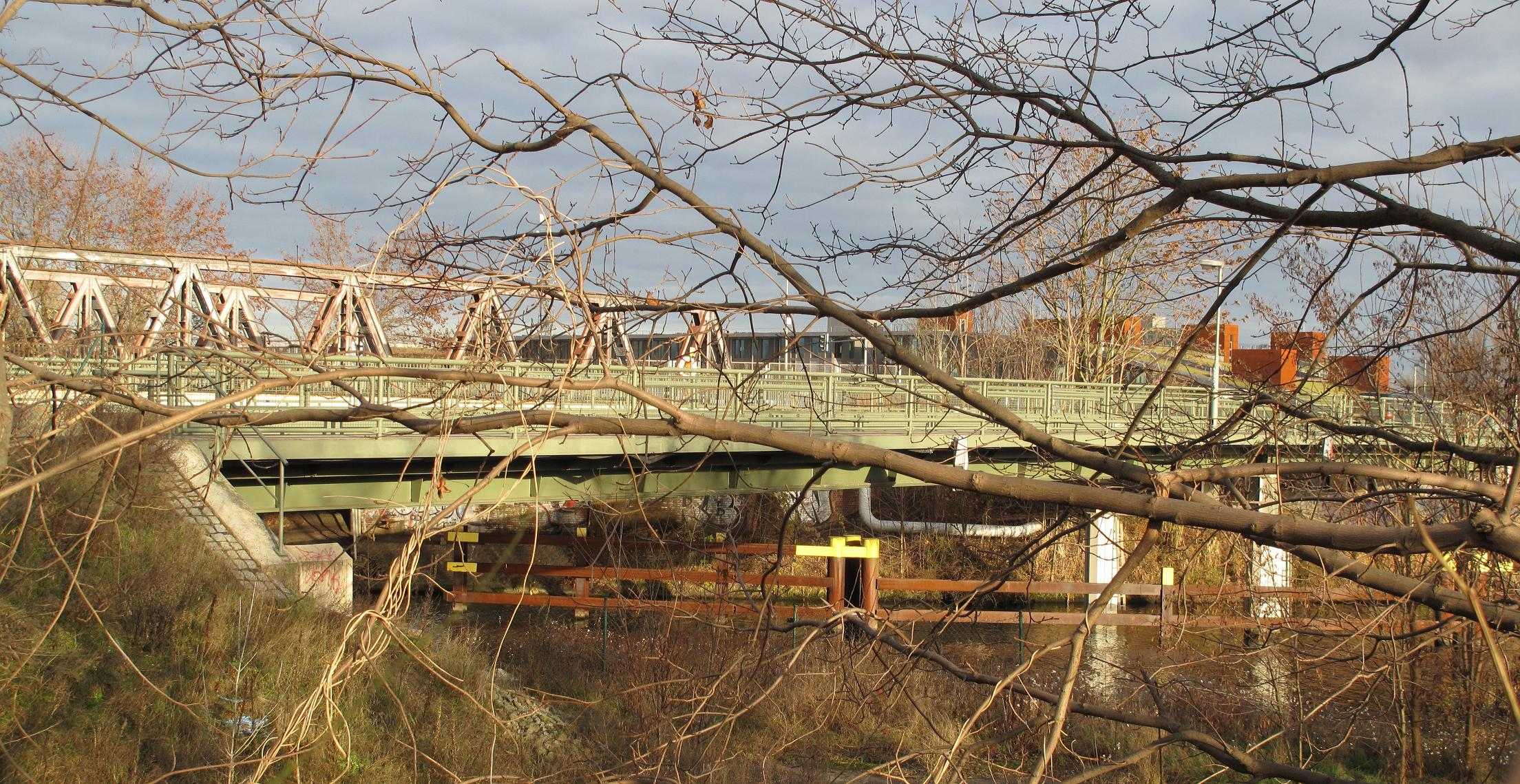
Временный мост в 2009 году.

31 декабря 1992 года по мосту было прекращено трамвайное движение, в 1993 году из-за неисправности мост был закрыт полностью. В 1995 году к востоку от постоянного был открыт временный мост (нем. Behelfsbrücke (USTH); USTH=umsetzbare Stahlhochstraße).
В 2003 году были проведены работы стоимостью 750 (по другим данным — 790) тысяч евро по поднятию временного моста на 80 (по другим данным — на 89) см, так как обнаружилось, что в изначально задействованной конфигурации мост имеет высоту лишь 3,69 м и ограничивает судоходство по каналу. 1 марта была начата подготовка с полным прекращением движения по мосту. 1 апреля 4 отдельных компонента моста были подняты краном и переложены на временную позицию, после чего начались работы по увеличение высоты и укреплению опор. 29 июля мост был заново собран, 1 сентября по нему было открыто автомобильное движение.

## Фотографии

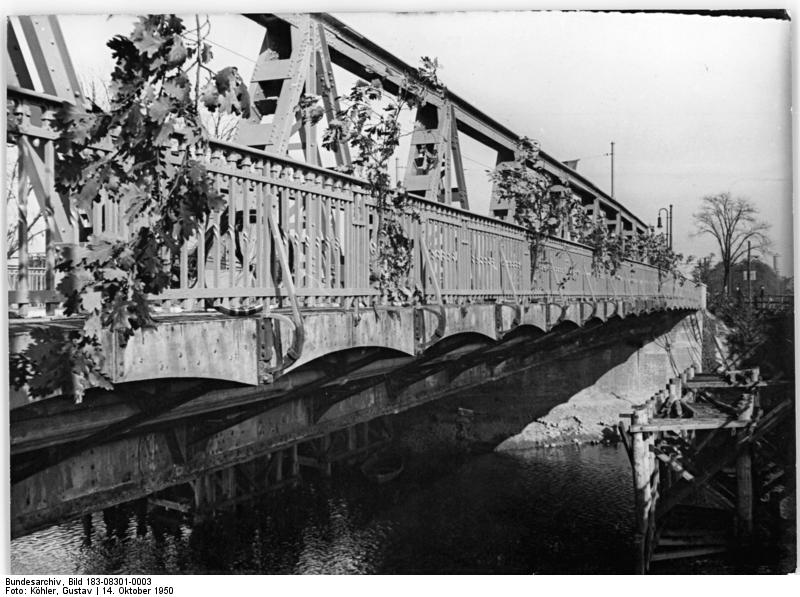
Мост 14 октября 1950 года.
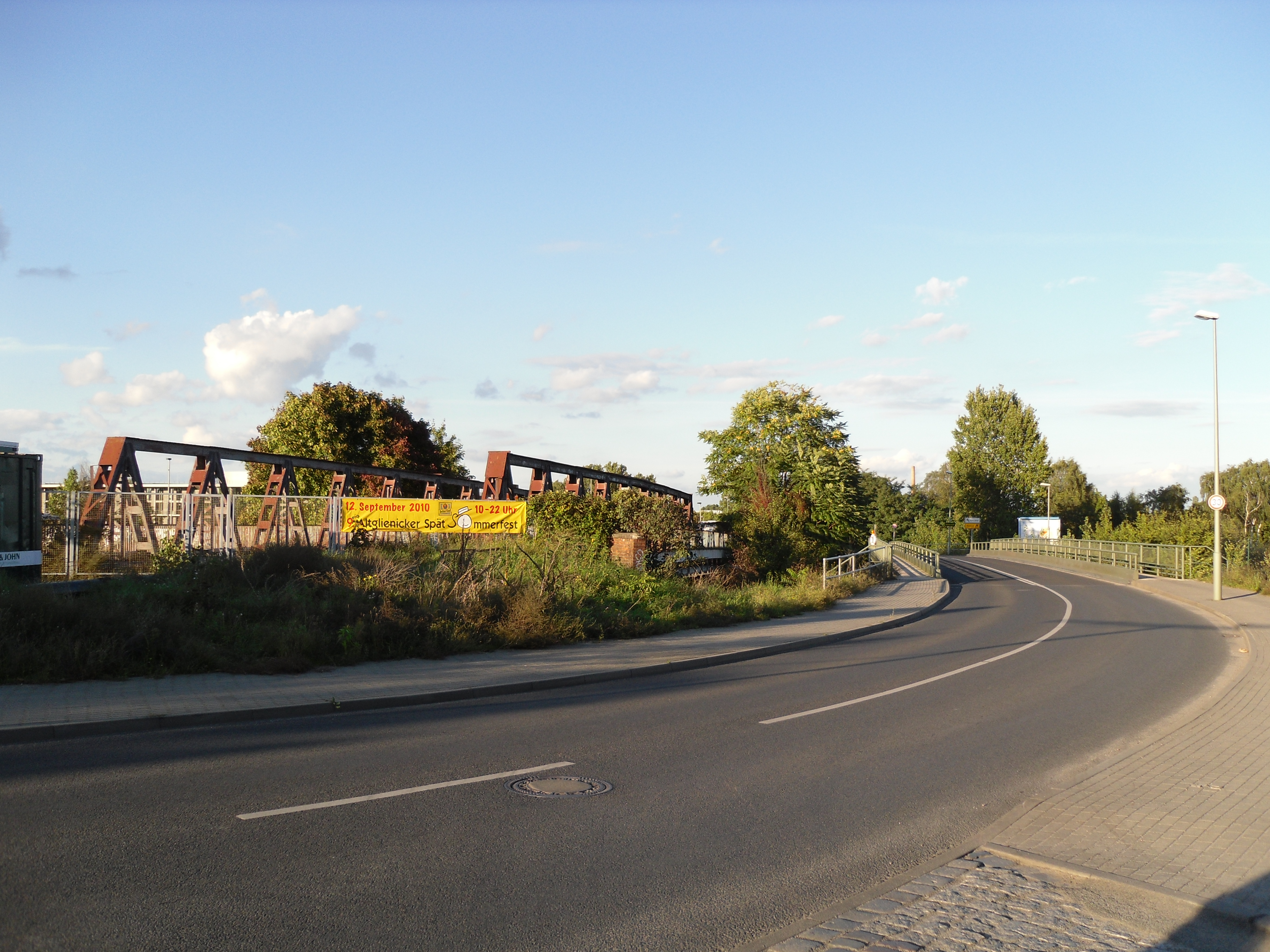
Закрытый Альтглиникский и расположенный рядом с ним временный мосты. 2010 год.
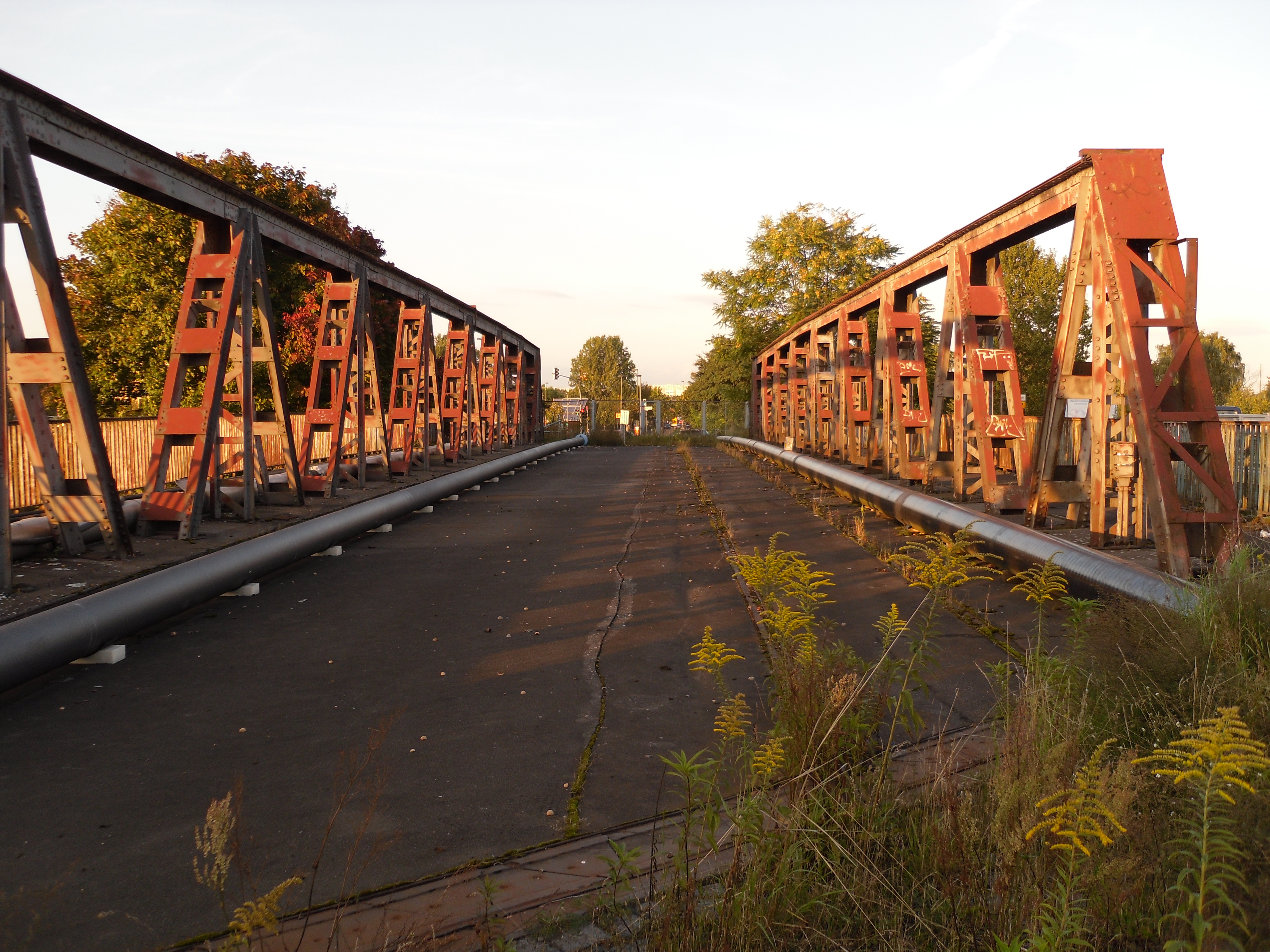
Закрытый Альтглиникский мост со стороны Альтглиникке. Справа виден заросший трамвайный путь.
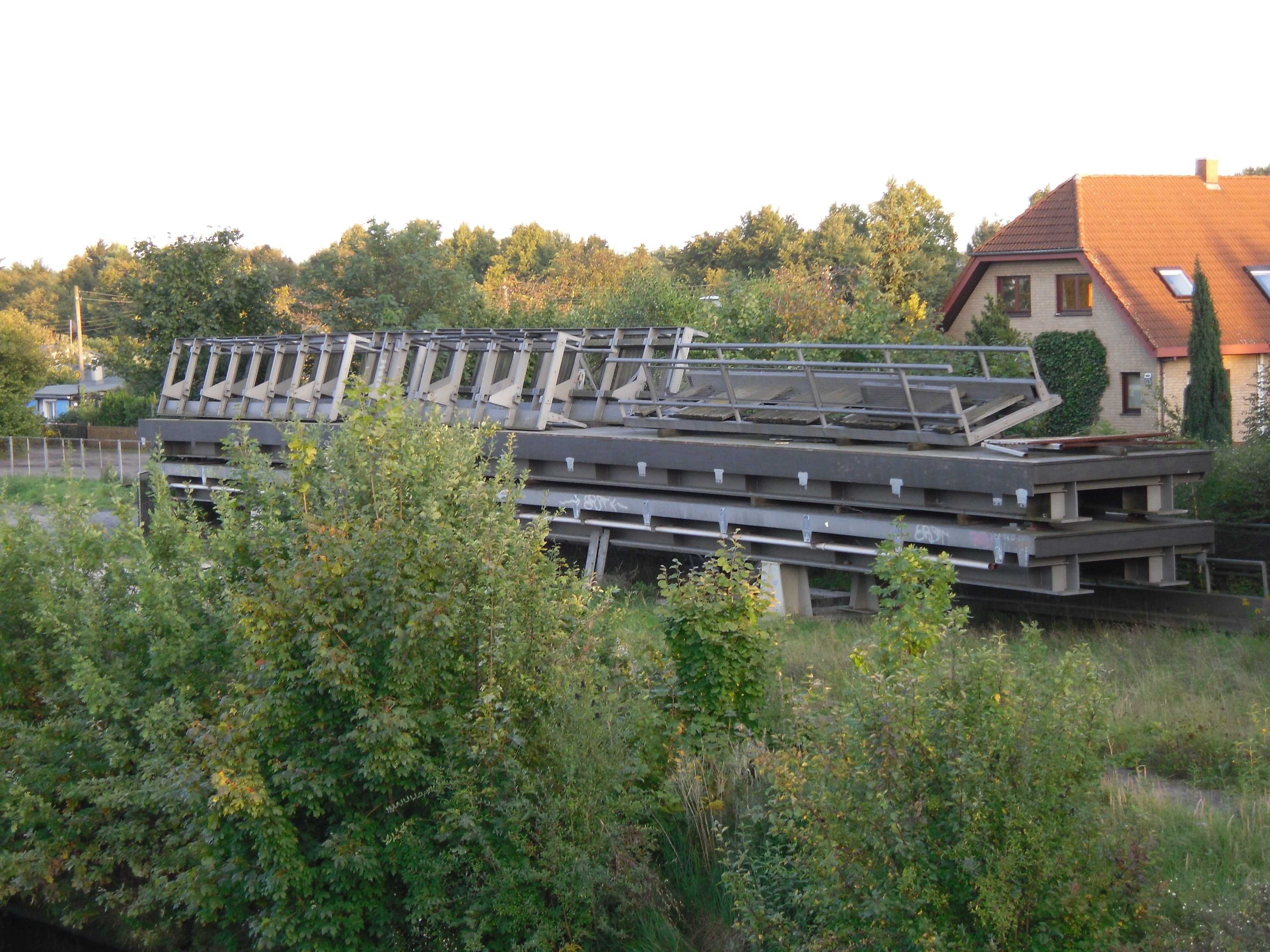
Конструкции, оставшиеся на берегу после работ по поднятию временного моста в 2003 году.